# Superammasso del Leone-Sestante
Il Superammasso del Leone-Sestante (SCl 091) è un superammasso di galassie situato a oltre 200 milioni di parsec dalla Terra.
In diversi database e pubblicazione si identifica con il Superammasso della Vela.
In una pubblicazione del 1991 (primo autore David J. Batuski) se ne tracciano le caratteristiche di vasto superammasso composto da 28 ammassi di galassie ed articolato in tre parti.
Tra gli ammassi Abell si annoverano: Abell 780, Abell 838, Abell 954, Abell 1145, Abell 1334, Abell 1362, Abell 1371, Abell 1390, Abell 1526 e Abell 1638.